# E.o.plauen Preis
Der e.o.plauen Preis ist ein internationaler Kunstpreis, der seit 1995 von der Stadt Plauen und der e.o.plauen-Gesellschaft zur Erinnerung an den Cartoonisten e.o.plauen verliehen wird. Die Stifter wollen darüber hinaus mit dieser Auszeichnung für zeitgenössische Karikaturisten „zur Förderung des künstlerisch-grafischen Schaffens der Gegenwart“ (lt. Selbstdarstellung) beitragen.
Benannt nach dem Zeichner, Illustrator und Cartoonisten Erich Ohser bzw. e.o.plauen wird der Preis sowie der Förderpreis gestiftet und finanziert von der Stadt Plauen gemeinsam mit der e.o.plauen-Gesellschaft e. V. Beide Preise werden getrennt jeweils im Abstand von drei Jahren vergeben. Die Preisträger werden von einer Fachjury ausgelobt.
Der e.o.plauen Preis wird an noch lebende Zeichner, Illustratoren oder Cartoonisten verliehen, die sich durch ihr künstlerisches Gesamtwerk hervorgetan haben. Der Preis besteht aus einem Geldpreis in Höhe von 5.000 Euro, einer vom Plauener Künstler Johannes Schulze künstlerisch gestalteten Kleinplastik und einer Urkunde.
Der e.o.plauen Förderpreis wird an Künstler derselben Genres vergeben. Die Altersgrenze schließt das fünfunddreißigste Lebensjahr ein. Der e.o.plauen Förderpreis besteht aus einem Geldpreis in Höhe von 2.500 Euro, einer vom Plauener Silberschmied Mathias Heck künstlerisch gestalteten Kleinplastik und einer Urkunde.
Mit der Verleihung der Preise ist eine Ausstellung mit Werken der Preisträger in einer kommunalen Einrichtung verbunden.

## Preisträger
Preisträger des e.o.plauen Preises
- 1995 F. K. Waechter
- 1999 Paul Flora
- 2002 Robert Gernhardt
- 2005 Tomi Ungerer
- 2008 Jean-Jacques Sempé
- 2011 Ivan Steiger
- 2014 Wolf Erlbruch
- 2017 Barbara Henniger
- 2020 Michael Sowa
- 2023 Isabel Kreitz

Preisträger des e.o.plauen Förderpreises
- 1997 Anke Feuchtenberger
- 2002 Volker Schlecht
- 2005 Frank Hoppmann
- 2007 Jens Harder
- 2010 Line Hoven
- 2013 Renate Wacker
- 2016 Anna Haifisch
- 2019 Lina Ehrentraut
- 2022 Sumi Rho

Preisträger des e.o.plauen-Nachwuchswettbewerbs für Handzeichnungen
- 2006
  - Altersgruppe 1 (14 bis 17 Jahre)
    - 1. Preis 	Zara Franceschini, 15 Jahre alt, aus München
    - 2. Preis	Oskar Zaumseil, 17 Jahre alt, aus Triebes

  - Altersgruppe 2 (18 bis 25 Jahre)
    - 1. Preis 	Eva Franziska Maria Walker, 25 Jahre alt, aus Leipzig
    - 2. Preis	Susanne Wurlitzer, 23 Jahre alt, aus Leipzig

- 2009 
  - Altersgruppe 1 (14 bis 17 Jahre)
    - 1. Preis 	Cilia Palotas, 15 Jahre alt, aus Bischofsheim
    - 2. Preis	David Sommer, 15 Jahre alt, aus Coesfeld-Lette

  - Altersgruppe 2 (18 bis 25 Jahre)
    - 1. Preis 	Melanie Kramer, 24 Jahre alt, aus Berlin
    - 2. Preis	Thorben Eggers, 21 Jahre alt, aus Handewitt

- 2012 
  - 1. Preis 	Cindy Leitner, Jahrgang 1986, aus Südtirol
  - 2. Preis	Charlott Weise, Jahrgang 1991, aus Görlitz
  - 3. Preis 	Ludwig Kupfer, Jahrgang 1989, aus Berlin